# A Bronx Morning
A Bronx Morning is een Amerikaanse korte documentaire uit 1931. De film werd in 2004 toegevoegd aan het National Film Registry.